# Seoci (Uskoplje, BiH)
Seoci su naseljeno mjesto u općini Uskoplje, Federacija Bosne i Hercegovine, BiH.

## Stanovništvo

### 1991.
Nacionalni sastav stanovništva 1991. godine, bio je sljedeći:
ukupno: 13
- Hrvati - 13

### 2013.
Nacionalni sastav stanovništva 2013. godine, bio je sljedeći:
ukupno: 18
- Hrvati - 18

## Vanjske poveznice
- Satelitska snimka  Arhivirana inačica izvorne stranice od 29. ožujka 2021. (Wayback Machine)